# 伏妥珠单抗
伏妥珠单抗（INN：flotetuzumab；开发代号：MGD006）是一种双特异性抗体，设计用于治疗急性骨髓性白血病。该药物由MacroGenics公司开发。